# Editorial Complot
Complot fou una editorial catalana fundada per Joan Navarro el 1984, dedicada fonamentalment a l'edició de còmic contemporani. L'editorial no va sobreviure a la decaiguda del boom del còmic adult dels anys 1980 i va tancar les portes el 1991.

## Trajectòria
El 1984 Joan Navarro va posar fi a la seva etapa amb Norma, editorial en la qual havia exercit el càrrec de director de diverses revistes, com Cairo i Cimoc. El mateix any va crear la seva pròpia editorial, Complot, amb la qual publicaria còmics de molts autors amb els quals havia treballat durant el seu pas per Norma.
El desembre de 1984 va veure la llum la col·lecció Misión imposible, formada per àlbums monogràfics de sèries que prèviament havien aparegut publicades en revistes de còmic. El 1985, va editar en català l'àlbum El cementiri dels elefants de l'autor francès Yves Chaland.
El 1985, Complot tingué un remarcat protagonisme al Saló del Còmic de Barcelona. Aprofitant-ne el seu impuls promocional i comercial, l'editorial va estrenar dos nous títols de la col·lecció Complot!: El ángel caído, de Daniel Torres, i Futurama, de Micharmut. També, la pròpia editorial de Navarro fou guanyadora d'un premi del Saló, que va obtenir un guardó a la millor edició, atorgat a la seva col·lecció Misión Imposible. Finalment, Complot va aprofitar també el certamen per llançar al mercat el número zero de la revista homònima Complot!. L'exemplar era un mostrari que oferia un avanç de les sèries de còmic que contindria la revista a partir del seu primer número. No obstant, el projecte no va reexir i la revista va desaparèixer tot just publicat el seu primer número, que contenia còmics d'autors com Gallardo i Molina (Perico Carambola), Sento (Una filologa amateur), Micharmut (Licifer en el invierno), Vázquez (Yo, moroso profesional), Max i Mique Beltrán (Mujeres fatales), Pere Joan (Historia de la última historia) o Jordi Gual (Crónicas de un motel). Els continguts de la revista passaren aleshores a ser publicats en format àlbum dins de la col·lecció Misión Imposible.
El 1990, Complot va llançar una nova col·lecció al mercat, anomenada Exploración. Aquesta col·lecció estava dedicada a autors autòctons i era publicada en color i va incloure destacats títols com Mi cabeza bajo el mar, de Pere Joan. L'any següent, aquest còmic obtindria el premi a la millor obra del Saló del Còmic de Barcelona de 1991, any en el qual l'editorial de Joan Navarro es va dissoldre.

## Llistat d'àlbums de la col·leccióMisión imposible
| Número | Títol                                               | Autor                 | Data    |
| ------ | --------------------------------------------------- | --------------------- | ------- |
| 1      | Pepito Magefesa y otras historias                   | Miguel Gallardo       | 12/1984 |
| 2      | La pirámide de cristal. Una aventura de Cleopatra   | Mique Beltrán         |         |
| 3      | Futurama. La máscara de goma                        | Micharmut             |         |
| 4      | El ángel caído                                      | Daniel Torres         |         |
| 5      | Destino Gris                                        | Montesol i Roger      |         |
| 6      | La muerte húmeda                                    | Max                   |         |
| 7      | Historias de garriris. Lucas, Fermín y Piker        | Mariscal              |         |
| 8      | La lluvia blanca                                    | Pere Joan             |         |
| 9      | Livingstone contra Fumake                           | Keko i Mique Beltrán  |         |
| 10     | Pasaporte para Hong-Kong. Una aventura de Cleopatra | Mique Beltrán         |         |
| 11     | Surfin' U.S.A.                                      | Jordi Gual            |         |
| 12     | Absurdus delirium                                   | Tha i T.P. Bigart     |         |
| 13     | Vidas ejemplares. Las guerras domésticas            | Montesol              |         |
| 14     | A salto de mata. Las aventuras de Simón Feijoo      | Tomeu Seguí           |         |
| 15     | Menudo viento                                       | Paco Mir              |         |
| 16     | Terrorista                                          | Martí                 |         |
| 17     | Opisso y Dora                                       | Montesol              |         |
| 18     | Museum                                              | Antoni Garcés         |         |
| 19     | Agorafobia                                          | Pasqual Ferry         |         |
| 20     | Modernas y profundas. 1980-1990                     | Guillem Cifré         |         |
| 21     | Cazando millonarios                                 | Sento                 |         |
| 22     | Raya                                                | Micharmut             |         |
| 23     | Historias raras                                     | Montana               |         |
| 24     | Proyecto cíclope                                    | Miguel Calatayud      |         |
| 25     | Makoki                                              | Gallardo i Mediavilla |         |
| 26     | Moscas patinadoras. Más allá de Júpiter             | Jordi Saladrigas      | 01/1991 |

## Premis i reconeixements
- 1985 - Premi a la millor edició per la col·lecció Misión imposible, concedit pel jurat del Saló Internacional del Còmic de Barcelona.[6]

- 1990 - Premi a la millor obra a Mi cabeza bajo el mar (Editorial Complot), de Pere Joan, concedit pel jurat del del Saló del Còmic de Barcelona.[5]